# Geraltov
Geraltov és un poble i municipi d'Eslovàquia. Es troba a la regió de Prešov, al nord del país. La primera referència escrita de la vila data del 1339.

## Demografia
| Godina             | 1994 | 2004    | 2014    | 2024    |
| ------------------ | ---- | ------- | ------- | ------- |
| Nombre de persones | 157  | 127     | 141     | 110     |
| Diferència         |      | −19,10% | +11,02% | −21,98% |

| Godina             | 2023 | 2024   |
| ------------------ | ---- | ------ |
| Nombre de persones | 113  | 110    |
| Diferència         |      | −2,65% |